# Himeji
Himeji (japanska: 姫路市?, Himeji-shi) är en stad i västra delen av Hyōgo prefektur i Japan. 
Hachiōji har sedan 1996 status som kärnstad (japanska: 中核市?, Chūkakushi) enligt lagen om lokalt självstyre.

## Sevärdheter
Stadens största sevärdhet är Himeji slott som är ett av de äldsta ännu existerande byggnadsverken från det medeltida Japan. 
Det är uppsatt på Unescos världsarvslista och är en av Japans kulturskatter.

## Personer med anknytning till Himeji
- Kenzo Takada, modedesigner